# مقراب بالغ الكبر
مقراب بالغ الكبر أو مرصد بالغ الكبر في الفلك (بالإنجليزية:extremely large telescope (ELT) هو مشروع أو بمعنى أدق مشروعات لبناء مقاريب بالغة الكبر، ذات مرآة أكبر من قطر 20 متر.

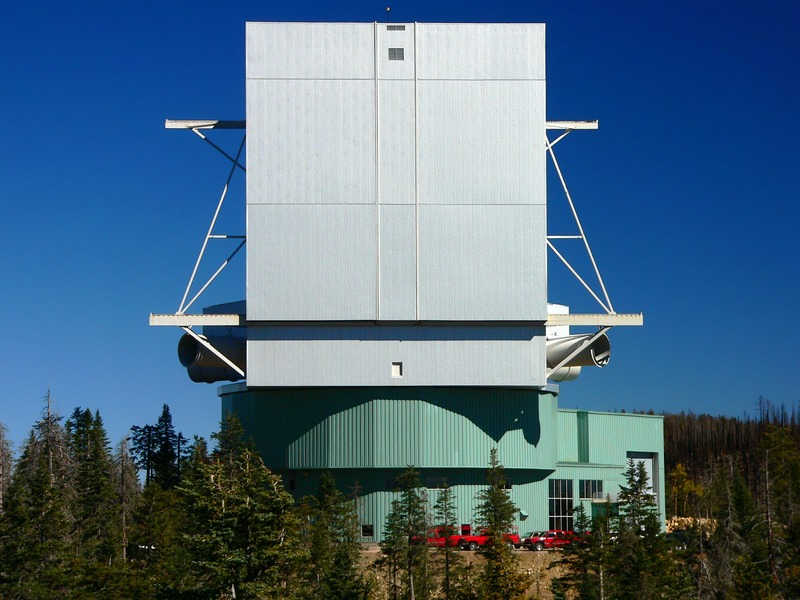
مقراب ثنائي المرايا الكبير.

وهي أنواع من المقاريب التي تستقبل الضوء في أطوال الموجة من الأشعة فوق البنفسجية إلى الضوء المرئي والأشعة تحت الحمراء . والتخطيط لتلك المقاريب البالغة الكبر التي تقوم به بعض البلدان فهو بغرض تقوية احتمال العثور على كواكب تشبه الأرض ، تدور في أفلاك نجوم .
وقد تكون مراصد أكبر تستقبل موجات في اطوال موجة أخرى مثل المقراب الراديوي مقراب جرين بانك الذي يبلغ قطره 100 متر ويقيس في طول موجة الراديو، ولكن إمكانيات طريقة الرصد بالموجات الراديوية لها حدودها بالنسبة إلى ماتعطيه من معلومات.
وتتماثل جميع تلك المقاريب في كونها مركبة من عدة أجزاء من المرايا، وهي تشبه في تكوينها مرصد كيك وهي تستخدم أنظمة بصريات مكيفة مستحدثة.

وتتميز المراصد بالغة الكبر بأنها تجمع ضوءا أكثر بكثير عن المراصد الآخرى، كما لها بعض الميزات الأخرى .

## مشروعات المقاريب بالغة الكبر
هناك ثلاثة مقاريب كبيرة والمنتظر أن تبدأ عملها عام 2022 ،هي:

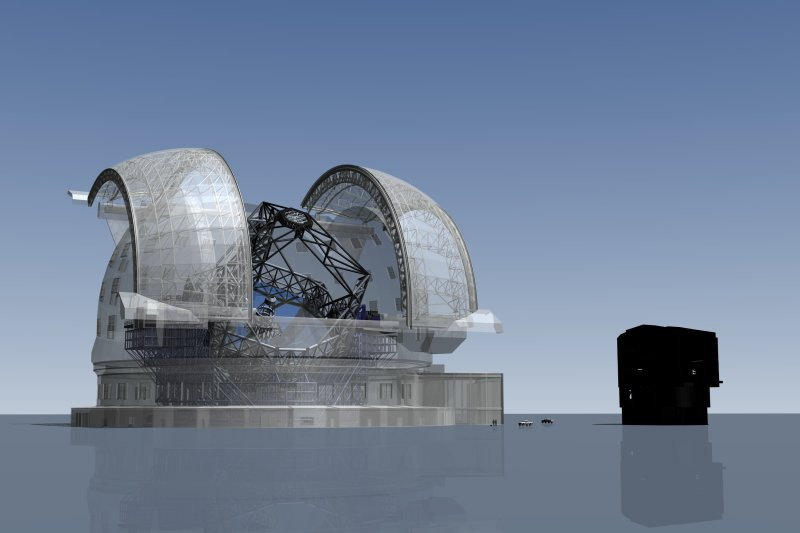
نموذج المقراب بالغ الكبر الأوروبي. صورة بسماح من الإيسو. ESO

1 ) المقراب الأوروبي بالغ الكبر (E-ELT) تقوم بتشييده الإيسو :
- اتساع المرآة : 39 متر
- المساحة: 1116 متر مربع
- التشكيل :798 جزء مرآة، كل منها 45و1 متر سداسية الشكل
- ارتفاع الموقع المختار : 3.060 متر .[5]

2) مقراب 30 متر (TMT)
- اتساع المرآة 30 متر
- المساحة: 655 متر مربع

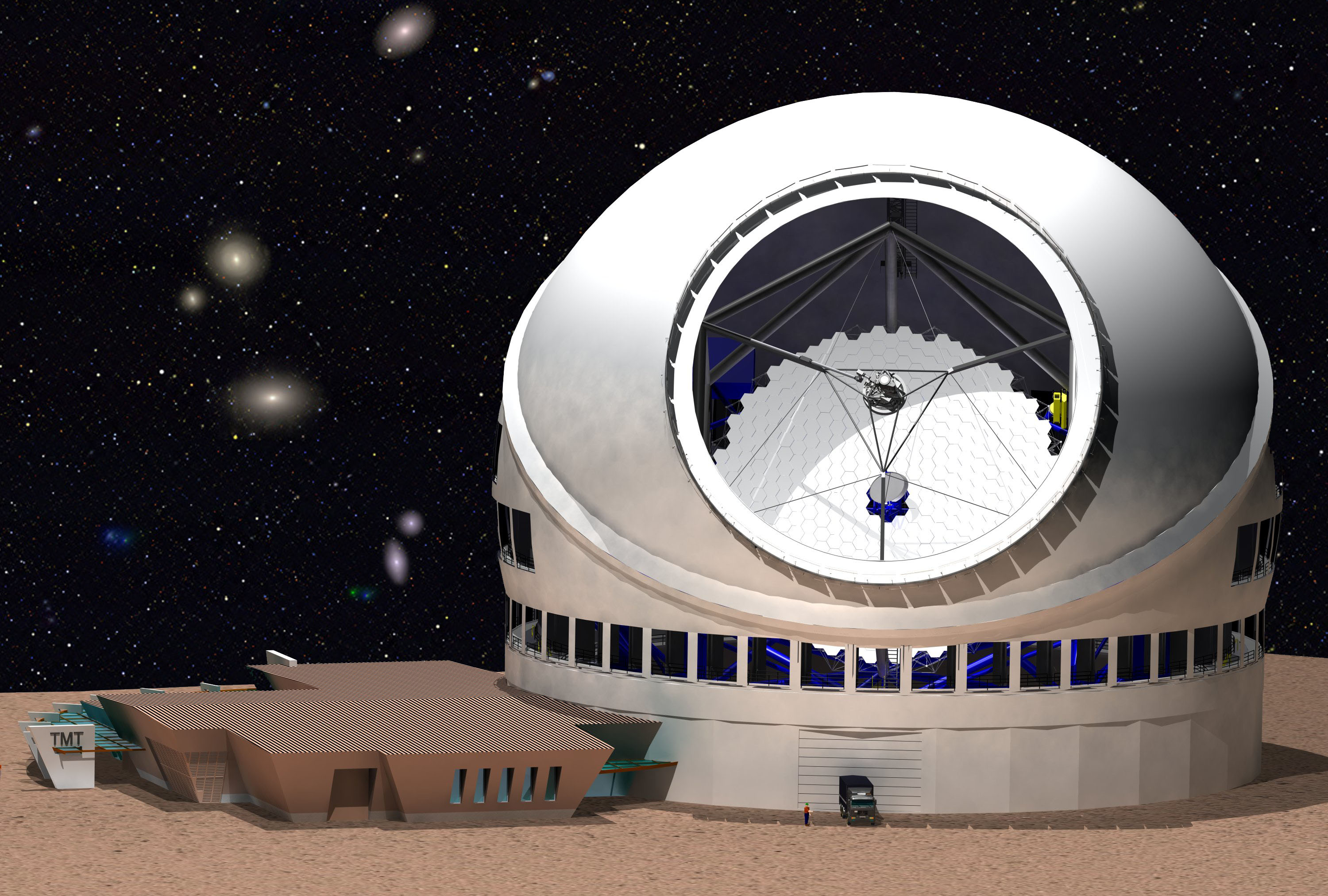
مقراب 30 متر ، نموذج.

- التشكيل : 492 جزء مرايا، كل واحدة 45و1 متر، سداسية الشكل،
- ارتفاع المكان المختار: 4.050 متر .

3) مقراب ماجلان الكبير (GMT) :
- اتساع المرآة : 5و24 متر
- المساحة : 368 متر مربع
- التشكيل : 7 مرايا كل واحدة قطر 8.4 متر
- ارتفاع المكان المختار: 2.516 متر .

## اقرأ أيضا
- المرصد الأوروبي الجنوبي
- مرصد لاسيلا
- مقراب
- تلسكوب العدسات
- مقراب جيمس ويب الفضائي
- مرصد ديناميكا الشمس
- مرصد كيك
- مرصد مولارد الراديوي
- مقراب سبيتزر الفضائي
- مرصد سوبارو
- مرصد جيميني
- مرصد مونا كيا
- استشعار عن بعد
- مسبار فضائي
- مرصد هابل الفضائي
- مصفوف الكيلومتر المربع
- تلسكوب صغير